# Kinny Zimmer
Kinny Zimmer, właśc. Wiktor Jakowski 
(ur. 18 lipca 1999 w Warszawie) – polski muzyk popowy oraz autor tekstów.

## Życiorys
W 2020 roku nagrał wspólnie ze Szpakiem utwór „Jadę nocą na Mazury”. W 2021 roku współpracował przy produkcji albumu Diamentowy las Białasa i White’a 2115. W tym samym roku startował w projekcie SBM Starter wytwórni SBM Label, w ramach którego ukazał się utwór „Rozmazana kreska”, który odniósł popularność. Następnie współpracował z Lankiem i Janem-Rapowanie, a także współuczestniczył w powstaniu albumu Hotel Maffija 2.
13 maja 2022 roku ukazał się jego debiutancki album pt. Letnisko. Gościnnie na płycie udzielili się m.in. Szpaku i Quebonafide.

## Dyskografia

### Albumy studyjne
| Rok  | Dane dot. albumu                                                                      | Najwyższa pozycja na liście | Certyfikat                | Sprzedaż       |
| Rok  | Dane dot. albumu                                                                      | POL                         | Certyfikat                | Sprzedaż       |
| ---- | ------------------------------------------------------------------------------------- | --------------------------- | ------------------------- | -------------- |
| 2022 | Letnisko - Wydany: 13 maja 2022 - Wytwórnia: SBM Label - Format: CD, digital download | 4                           | - POL: 2× platynowa płyta | - POL: 60 000+ |

### Single
Jako główny artysta
| Rok  | Tytuł                                         | Najwyższa pozycja | Najwyższa pozycja | Certyfikat                 | Album    |
| Rok  | Tytuł                                         | POL streaming     | Spotify           | Certyfikat                 | Album    |
| ---- | --------------------------------------------- | ----------------- | ----------------- | -------------------------- | -------- |
| 2020 | „Jadę nocą na Mazurach” (gośc. Szpaku)        | X                 | –                 |                            |          |
| 2021 | „Jazda”                                       | X                 | 79                | - ZPAV: złota płyta        | Letnisko |
| 2021 | „Rozmazana kreska”                            | X                 | 1                 | - ZPAV: 4x platynowa płyta | Letnisko |
| 2022 | „Benz-Dealer” (gośc. Quebonafide)             | X                 | 8                 | - ZPAV: złota płyta        | Letnisko |
| 2022 | „Dziecko”                                     | X                 | 49                |                            | Letnisko |
| 2022 | „Jadę nocą na Mazurach 2” (gośc. Szpaku)      | X                 | 12                | - ZPAV: platynowa płyta    | Letnisko |
| 2022 | „Zegarek ze Szwajcarii”                       | X                 | 4                 | - ZPAV: platynowa płyta    | Letnisko |
| 2022 | „WCHJ”                                        | X                 | 44                |                            | Letnisko |
| 2022 | „200 osób w kawalerce”                        | X                 | 15                | - ZPAV: platynowa płyta    | Letnisko |
| 2024 | „Winda” (gośc. Kaptur)                        | –                 | 30                |                            |          |
| 2024 | „Furia” (gośc. Kaptur)                        | –                 | 113               |                            |          |
| 2024 | „W nocy” (gośc. Kaptur)                       | –                 | 47                |                            |          |
| 2024 | „Po co?” (gośc. Kaptur)                       | 8                 | 4                 | - ZPAV: złota płyta        |          |
| 2025 | „Nie ma cb (przy mnie tu)” (gośc. White 2115) | 46                | 21                |                            |          |
| 2025 | "Patrzą na nas"                               | –                 | –                 |                            |          |

Jako członek SB Maffija
| Rok  | Tytuł                                                                           | Certyfikat                 | Album           |
| ---- | ------------------------------------------------------------------------------- | -------------------------- | --------------- |
| 2022 | „Parapetówa” (jako członek SB Maffija)                                          | - ZPAV: 2× platynowa płyta | Hotel Maffija 2 |
| 2022 | „Za karę” (jako członek SB Maffija)                                             | - ZPAV: platynowa płyta    | Hotel Maffija 2 |
| 2022 | „Co to za bluza Lanek?” (jako członek SB Maffija)                               | - ZPAV: 2× platynowa płyta | Hotel Maffija 2 |
| 2022 | „Doba hotelowa” (jako członek SB Maffija; gośc. Flexxy 2115, Kuqe 2115, Blacha) | - ZPAV: platynowa płyta    | Hotel Maffija 2 |
| 2022 | „Droga pani” (jako członek SB Maffija; gośc. Nypel)                             | - ZPAV: platynowa płyta    | Hotel Maffija 2 |
| 2022 | „Wroobel daj to głośniej” (jako członek SB Maffija; gośc. Kacperczyk)           | - ZPAV: złota płyta        | Hotel Maffija 2 |
| 2022 | „Lawenda” (jako członek SB Maffija)                                             | - ZPAV: diamentowa płyta   | Hotel Maffija 2 |
| 2023 | „Hotel Maffija 3” (jako członek SB Maffija)                                     |                            | Hotel Maffija 3 |
| 2023 | „Sqnhead” (jako członek SB Maffija)                                             | - ZPAV: złota płyta        | Hotel Maffija 3 |
| 2023 | „Bungee” (jako członek SB Maffija)                                              | - ZPAV: 2× platynowa płyta | Hotel Maffija 3 |
| 2023 | „Obcy” (jako członek SB Maffija)                                                | - ZPAV: złota płyta        | Hotel Maffija 3 |
| 2023 | „Klasyczny trap” (jako członek SB Maffija)                                      | - ZPAV: złota płyta        | Hotel Maffija 3 |
| 2023 | „Pieniądze i sława” (jako członek SB Maffija; gośc. Sobel)                      | - ZPAV: złota płyta        | Hotel Maffija 3 |

Z gościnnym udziałem
| Rok  | Tytuł                                                       | Najwyższa pozycja | Certyfikat          | Album        |
| Rok  | Tytuł                                                       | Spotify           | Certyfikat          | Album        |
| ---- | ----------------------------------------------------------- | ----------------- | ------------------- | ------------ |
| 2021 | „Bonfire” (Alan; gośc. Kinny Zimmer)                        | –                 |                     | Bonfire      |
| 2022 | „Powiemy ci to w twarz” (Lanek; gośc. Kinny Zimmer)         | 29                |                     | Extravaganza |
| 2022 | „Zemsta dzikusa” (Lanek; gośc. Kinny Zimmer)                | 98                |                     | Extravaganza |
| 2022 | „LAXJFK” (Jan-Rapowanie; gośc. Kinny Zimmer)                | 12                | - ZPAV: złota płyta | Bufor        |
| 2022 | „Pierwszy raz" (White 2115; gośc. Kinny Zimmer)             | 12                | - ZPAV: złota płyta | Pretty Boy   |
| 2024 | „OCNMR” (Guzior; gośc. Kinny Zimmer)                        | 129               |                     | G            |
| 2024 | „Dlaczego znowu płaczesz” (jako członek Blonde Boys Summer) | 143               |                     |              |

### Inne notowane utwory
| Rok  | Tytuł                                | Najwyższa pozycja | Album    |
| Rok  | Tytuł                                | Spotify           | Album    |
| ---- | ------------------------------------ | ----------------- | -------- |
| 2022 | „Letnisko Main Theme”                | 156               | Letnisko |
| 2022 | „Bierny420”                          | 100               | Letnisko |
| 2022 | „Jestem kwiatkiem”                   | 104               | Letnisko |
| 2022 | „Jezioro”                            | 40                | Letnisko |
| 2022 | „Ostre koło” (gośc. Jonasz z Badyru) | 120               | Letnisko |
| 2022 | „Lato cały rok”                      | 129               | Letnisko |
| 2022 | „FURIA47” (gośc. Oki)                | 49                | Letnisko |

## Nagrody i nominacje
| Rok  | Nagroda         | Kategoria                           | Tytułem               | Rezultat  | Źródło |
| ---- | --------------- | ----------------------------------- | --------------------- | --------- | ------ |
| 2022 | Popkillery 2022 | Odkrycie Roku- nagroda gremium      | Kinny Zimmer          | Laureat   | [ 32 ] |
| 2022 | Popkillery 2022 | Odkrycie Roku- nagroda publiczności | Kinny Zimmer          | Laureat   | [ 32 ] |
| 2022 | Popkillery 2022 | Singiel Roku                        | "Rozmazana kreska"    | Nominacja | [ 32 ] |
| 2025 | Popkillery 2025 | Singiel Roku                        | "Po co?" feat. Kaptur | Nominacja | [ 33 ] |